# Grębocin (Koejavië-Pommeren)
Grębocin is een dorp in de Poolse woiwodschap Koejavië-Pommeren. De plaats maakt deel uit van de gemeente Lubicz en telt 1700 inwoners.